# Билська сільська рада
Билська сільська́ ра́да(до 20 липня 2016 року - Червоненська) — адміністративно-територіальна одиниця та орган місцевого самоврядування в Коропському районі Чернігівської області. Адміністративний центр — село Билка.

## Загальні відомості
- Територія ради: 47,266 км²
- Населення ради: 1 059 осіб (станом на 2001 рік)

Билка сільська рада зареєстрована 1924 року. Стала однією з 25-ти сільських рад Коропського району і одна з 3-х, яка складається з трьох населених пунктів — сіл Билка, Подоляки, Станове.
На території сільради діє Червоненська ЗОШ І-ІІІ ст.

## Населені пункти
Сільській раді були підпорядковані населені пункти:
- с. Билка
- с. Подоляки
- с. Станове

## Склад ради
Рада складалася з 14 депутатів та голови.
- Голова ради: Пупій Іван Дмитрович
- Секретар ради: Дерпа Алла Іванівна

### Керівний склад попередніх скликань
| Прізвище, ім'я, по батькові | Основні відомості                                                         | Дата обрання | Дата звільнення |
| --------------------------- | ------------------------------------------------------------------------- | ------------ | --------------- |
| Пупій Іван Дмитрович        | Сільський голова, 1958 року народження, освіта вища, член Народної партії | 26.03.2006   | 31.10.2010      |
| Пупій Іван Дмитрович        | Сільський голова, 1958 року народження, освіта вища, член Народної партії | 31.10.2010   |                 |

Примітка: таблиця складена за даними сайту Верховної Ради України

### Депутати
За результатами місцевих виборів 2010 року депутатами ради стали:

#### За суб'єктами висування
| Суб'єкт висування                 | Кількість обраних депутатів | %    |
| --------------------------------- | --------------------------- | ---- |
| Партія регіонів                   | 6                           | 42,9 |
| Народна партія                    | 3                           | 21,4 |
| Самовисування                     | 3                           | 21,4 |
| Політична партія «Сильна Україна» | 2                           | 14,3 |

#### За округами
| № округу                          | Прізвище, ім'я, по батькові    | Дата визнання обраним | Освіта             | Партійна приналежність                  | Відомості про обраного депутата                              |
| --------------------------------- | ------------------------------ | --------------------- | ------------------ | --------------------------------------- | ------------------------------------------------------------ |
| Народна Партія                    |                                |                       |                    |                                         |                                                              |
| 8                                 | Шевченко Ганна Іванівна        | 01.11.2010            | середня спеціальна | член Народної партії                    | Червоненький психоневрологічний інтернат, головний бухгалтер |
| 9                                 | Мисник Лариса Федорівна        | 01.11.2010            | середня спеціальна | член Народної партії                    | Червоненький фельдшерсько акушерський пункт, завідувачка     |
| 14                                | Наконечна Ганна Михайлівна     | 01.11.2010            | середня            | член Народної партії                    | пенсіонер                                                    |
| Партія регіонів                   |                                |                       |                    |                                         |                                                              |
| 1                                 | Наконечний Юрій Петрович       | 01.11.2010            | вища               | член Партії регіонів                    | Коропська райдерадміністрація, державний реєстратор          |
| 3                                 | Андрущенко Ірина Володимирівна | 01.11.2010            | середня спеціальна | член Партії регіонів                    | Червоненький психоневрологічний інтернат, бухгалтер          |
| 6                                 | Кулініч Олександр Олксандрович | 01.11.2010            | середня спеціальна | член Партії регіонів                    | Червоненький психоневрологічний інтернат, ветфельдшер        |
| 7                                 | Мисник Микола Олексійович      | 01.11.2010            | вища               | член Партії регіонів                    | пенсіонер                                                    |
| 10                                | Клименко Петро Іванович        | 01.11.2010            | середня            | член Партії регіонів                    | Червоненький психоневрологічний інтернат, водій              |
| 12                                | Мисник Ганна Іванівна          | 01.11.2010            | вища               | член Партії регіонів                    | Червоненська загальноосвітня школа, вчитель                  |
| Політична партія «Сильна Україна» |                                |                       |                    |                                         |                                                              |
| 2                                 | Гашумова Валентина Іванівна    | 01.11.2010            | вища               | член Політичної партії «Сильна Україна» | Філія ГВБВ «Ощадбанк», контролер касир                       |
| 5                                 | Васильченко Олена Миколаївна   | 01.11.2010            | середня спеціальна | член Політичної партії «Сильна Україна» | Сільська рада, прибиральниця                                 |
| Самовисування                     |                                |                       |                    |                                         |                                                              |
| 4                                 | Горбань Валентина Миколаївна   | 01.11.2010            | вища               | позапартійна                            | Червоненська загальноосвітня школа, вчитель                  |
| 11                                | Дерпа Алла Іванівна            | 01.11.2010            | середня спеціальна | позапартійна                            | Червоненький психоневрологічний інтернат, медична сестра     |
| 13                                | Мисник Петро Миколайович       | 01.11.2010            | середня спеціальна | позапартійний                           | ПОСП «Перемога», директор                                    |